# Max Krabbel
Max Krabbel (* 14. Mai 1887 in Witten; † 17. Oktober 1961 in Baden-Baden) war ein deutscher Chirurg und ärztlicher Direktor. Er galt als ein energischer Verfechter der Eugenik.

## Familie
Max Krabbel stammte aus einer streng katholischen Familie und war der Sohn des Aachener Mediziners und Sanitätsrates Heinrich Krabbel (1850–1918), Chefarzt der chirurgischen Abteilung des Maria-Hilf Hospitals in Aachen, und der Emile, geborene Greve aus Bochum (1858–1926). Zwei seiner Schwestern waren kirchlich und sozial engagierte Frauen: Gerta Krabbel (1881–1961) war langjährige Vorsitzende und später Ehrenvorsitzende im Katholischen Deutschen Frauenbund, ihre jüngere Schwester Emilie (Niny), verheiratete Imdahl (1889–1969), war dort ebenfalls Mitglied sowie Ehrenmitglied der Internationalen Bruckner-Gesellschaft. Sie war zudem die Mutter des späteren Kunsthistorikers Max Imdahl.

## Leben und Wirken
Nach dem Abitur auf dem Kaiser-Karls-Gymnasium in Aachen studierte Krabbel ab 1905 Medizin an den Hochschulen in Freiburg im Breisgau, Berlin und zuletzt in Bonn, wo er 1910 sein Staatsexamen ablegte. Anschließend absolvierte er sein praktisches Jahr in der chirurgischen Abteilung der Städtischen Krankenanstalten Aachen, die aus dem Maria-Hilf-Hospital hervorgegangen waren und wo sein Vater als Chefarzt tätig war. Dort erlangte Max Krabbel im Jahr 1911 seine Approbation und promovierte ein Jahr später mit der Dissertation: „Behandlung der Tetania parathyreopriva mit Überpflanzung von Epithelkörperchen“.
Im Anschluss daran durchlief Krabbel von 1912 bis 1918 seine Facharztausbildung zum Chirurgen am Johannis-Hospital in Bonn, wo er zunächst als Assistenzarzt und später als Oberarzt unter Carl Garrè tätig war. Zwischenzeitlich wurde er in der Zeit des Ersten Weltkrieges zunächst in einem Bonner und zuletzt in einem Aachener Lazarett eingesetzt und mit dem Eisernen Kreuz der II. und I. Klasse ausgezeichnet.
Nach seiner Facharztausbildung übernahm Krabbel die Chefarztstelle der chirurgischen Abteilung im Krankenhaus Aachen-Forst und wurde dort 1924 zum Geschäftsführer ernannt. Im Jahr 1932 folgte er einem Ruf an die Städtischen Krankenanstalten in Aachen, wo er die Stelle des Chefarztes der Chirurgischen Klinik übertragen bekam, die sein Vater bis 1918 innegehabt hatte.
In der Zeit des Nationalsozialismus engagierte sich Krabbel in mehreren NS-Organisationen, er war Förderndes Mitglied der SS sowie Mitglied in der NSV, im NS-Ärztebund, im Reichsbund der Deutschen Beamten und im Reichsluftschutzbund. Am 15. Juni 1937 beantragte er die Aufnahme in die NSDAP und wurde rückwirkend zum 1. Mai desselben Jahres aufgenommen (Mitgliedsnummer 4.193.820). Darüber hinaus war er Mitglied und zeitweiliger Vorsitzender im Aachener Ärzteverein sowie bis 1938 Mitglied im Katholischen Akademikerverband.
Bereits im Jahr 1927 und noch während seiner Zeit am Forster Krankenhaus kommentierte Krabbel in seinem Aufsatz „Freigabe zur Vernichtung lebensunwerten Lebens“ die im Jahr 1920 verfasste Schrift „Die Freigabe der Vernichtung lebensunwerten Lebens“ von Alfred Hoche und Karl Binding. Nach Inkrafttreten des Gesetzes zur Verhütung erbkranken Nachwuchses im Jahr 1934 gehörte er zu den Ärzten an den Aachener Krankenhäusern, die zur Durchführung von Zwangssterilisationen ermächtigt wurden. In einem Aufsatz mit dem Titel: „Erfahrungen mit Sterilisationsoperationen“, der 1935 in der Fachzeitschrift „Die medizinische Welt“ erschienen war, bestätigte er, dass er sich den operativen Methoden der Sterilisation von Menschen mit gesetzlich festgelegten Erbkrankheiten gegenüber aufgeschlossen zeige, und wies darauf hin, dass er allein zwischen 1934 und 1935 insgesamt 98 Sterilisationen durchgeführt habe. Aufgrund seiner Erfahrungen und der vermeintlich geringen Komplikationsrate war es in diesem Aufsatz sein Anliegen, die Bedenken seiner Fachkollegen zu reduzieren und die Verrichtung von Sterilisationen für diese zu erleichtern. Als Indikationen nannte er unter anderem „angeborenen Schwachsinn“, „genuide Epilepsie“ und „Schizophrenie“ sowie sogenannte „Charakteranomalien“ wie beispielsweise Alkoholismus, Prostitution und Kriminalität. Er war der festen Überzeugung, dass durch das Erbgesundheitsgesetz „unendlich viel Leid und Unglück verhütet wird“.
Dagegen setzte sich Krabbel im Rahmen der Aktion T4 klar von dem Bestreben ab, unheilbar kranke Patienten gezielt zu töten, da dies dem Ethos des Arztberufes, nämlich der Heilung kranker Menschen, widerspreche, und er vertrat die Ansicht, dass dieser Personenkreis palliativ zu behandeln sei. Er berief sich dabei auf seine oben erwähnte familiär geprägte katholische Einstellung und war überzeugt, „dass die geistige Haltung der katholischen Kirche“ gegenüber der Euthanasie „eine Beurteilung im zustimmenden Sinne ausschließt“.
Darüber hinaus vertrat Krabbel im Sinne einer radikalen Eugenik die These, dass neben Zwangssterilisierungen auch Asylierung und Entmündigung eine Möglichkeit der Steuerung sein könne. Zudem warb er für größeren Kinderreichtum auf Seiten der höheren bei gleichzeitiger Beschränkung der Geburten in den unteren Gesellschaftsschichten, um zu verhindern, dass das Volk eines Tages von „proletarischen Emporkömmlingen“ geführt würde.
In seiner gesamten Amtszeit an den Städtischen Krankenanstalten Aachen gehörte Krabbel zu den aktivsten Vertretern einer radikalen Eugenik seiner Zeit. Zu Beginn des Zweiten Weltkrieges wurde er im Februar 1940 zum Obermedizinalrat befördert und drei Monate später zum Wehrdienst eingezogen. Er verrichtete seinen Dienst zunächst im Reservelazarett Aachen, wo er 1943 zum Oberstabsarzt befördert und ab 1944 als beratender Chirurg im Wehrkreis VI (Westfalen) eingesetzt wurde. Am Ende des Krieges kam er in britische Gefangenschaft, bei der sein Einsatz in den Reservelazaretten Wittekindshof bei Bad Oeynhausen und Gütersloh angeordnet wurde. Zugleich musste er sich einem Entnazifizierungsverfahren stellen und wurde abschließend in die Kategorie IV – Mitläufer, eingestuft.
Danach konnte Krabbel seine Laufbahn wieder ungehindert fortsetzen und leitete zunächst bis April 1947 das „Prisoner of War-Krankenhaus“ in Gütersloh und wurde anschließend als Leiter des Krankenhauses Schloss Rheinblick in Bad Godesberg berufen. Nach seiner Pensionierung im Jahr 1952 verbrachte er seinen Lebensabend mit seiner Familie im Raum Baden-Baden, wo er am 17. Oktober 1961 durch einen Autounfall ums Leben kam.
Max Krabbel war verheiratet mit Maria Thier (1890–1962), Tochter des Augenarztes und Sanitätsrates Carl Thier (1858–1931). Das Ehepaar hatte vier Söhne und zwei Töchter, die allesamt jeweils entweder in der Hitlerjugend, im Deutschen Jungvolk oder im Bund Deutscher Mädel sowie vereinzelt später in der NSDAP Mitglied wurden. Zwei der Söhne sowie eine Schwiegertochter und ein Enkel kamen im Zweiten Weltkrieg ums Leben, ein Sohn erlitt schwere Kriegsverletzungen.

## Schriften
Krabbel verfasste während seiner Laufbahn eine stattliche Anzahl an medizinischen Aufsätzen, die in den verschiedenen Fachorganen erschienen und das gesamte Spektrum der Viszeralchirurgie und zum Teil auch Themen der radiologischen Gebiete umfassen. Dazu zählen ebenso eine Reihe von Publikationen über Eugenik, Sterilisationstechniken und Euthanasie.